# Johann Franz Schenk von Stauffenberg
Johann Franz Schenck von Stauffenberg (Lautlingen, 18 febbraio 1658 – Meßkirch, 12 giugno 1740) è stato principe vescovo di Costanza ed Augusta.

## Biografia
Johann Franz Schenck von Stauffenberg nacque il 18 febbraio 1658 a Lautlingen (attuale quartiere di Albstadt) come il quarto dei cinque figli di Wolfgang Friedrich Schenck von Stauffenberg e di Anna Barbara von Wernau. Apparteneva dunque alla casata dei Stauffenberg. Sei giorni dopo la sua nascita venne battezzato nella chiesa parrocchiale di San Giovanni, non lontano dalla sua casa.
Egli era imparentato alla lontana con il Principe-Vescovo di Costanza, Franz Johann Vogt von Altsummerau und Prassberg, e con la Badessa del monastero di Buchau, Marie Franziska von Montfort (c. 1660-1742, occupava il ruolo di Badessa dal 1693).
Johann Franz completò i propri studi nel 1675 a Dillingen a.d.Donau, prima di ricevere nel 1667 il titolo di Canonico di Costanza. Suo padre morì nel 1676 e sua madre nel 1681, lasciandolo orfano a soli 23 anni. Per questo motivo, egli venne messo a tutela presso due suoi zii, Hans Georg von Wernau e Franz William von Stain.
Nel 1682 riuscì ad ottenere anche il canonicato di Augusta. Quando l'Imperatore Leopoldo I aveva elevato la famiglia Stauffenberg al titolo baronale ereditario il 20 gennaio 1698, Johann Franz venne chiamato a svolgere il ruolo di Cantore nella Cattedrale di Costanza.

### Vescovo di Costanza

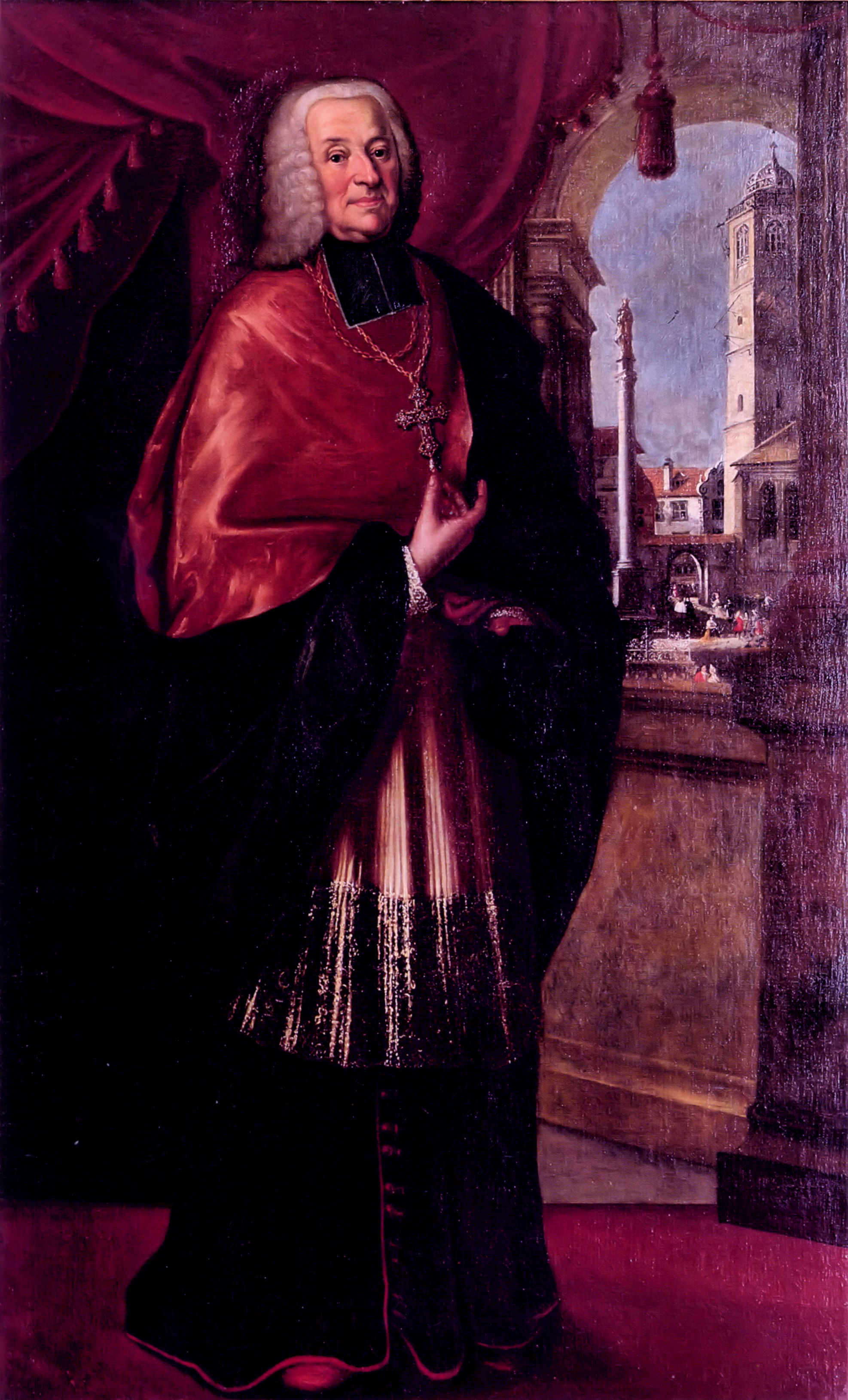
Ritratto di Johann Franz Schenk von Stauffenberg con sullo sfondo la Cattedrale di Costanza

Dal 1694 divenne Coadiutore del Vescovo di Costanza (carica che solitamente reggeva la diocesi in assenza del titolare e che spesso costituiva il passo precedente all'elezione come Vescovo di una diocesi), Marquard Rudolf von Rodt. Il Vescovo von Rodt morì il 10 giugno 1704 e la questione della nuova elezione si dimostrò molto importante non solo per il capitolo della cattedrale e per la Diocesi di Costanza, ma anche per il governo stesso dello stato. Nel paese, infatti, imperversavano gli scenari bellici della Guerra di successione spagnola, dove la Francia si era alleata con la Baviera. Ad ogni modo, Johann Franz Schenl von Stauffenberg venne eletto il 21 luglio 1704 attorno alle 3.30. La Diocesi di Costanza era all'epoca una delle diocesi moderate più grandi per estensione territoriale del Sacro Romano Impero.
Il nuovo vescovo ad ogni modo era ben cosciente del compito non facile che gli sarebbe spettato. Egli scrisse una lettera il 24 luglio 1704 a Papa Clemente XI nelle quali disse "...devo accogliere questo peso sulle mie spalle, che non sono forse capaci di sopportare un tale peso...".
La situazione della diocesi non era infatti delle più floride: gli alti deviti dei suoi predecessori avevano contribuito a peggiorare l'economia statale, e i capitali in Svizzera che appartenevano alla diocesi, non erano disponibili. Fu perciò necessario inaugurare una complessa opera diplomatica che rafforzasse la situazione nuovamente.

### Vescovo di Augusta
Successivamente Johann Franz divenne anche Coadiutore di Augusta. Qui il Vescovo Alessandro Sigismondo del Palatinato-Neuburg, suo rivale all'elezione di Costanza del 1704, non era in grado di amministrare la diocesi per le continue e pesanti indisposizioni. Questo fatto spinse il capitolo di Augusta a creare la necessità di un nuovo Coadiutore. L'11 giugno 1714, infine, il capitolo della Cattedrale di Augusta scelse Johann Franz quale successore alla sede episcopale, appoggiato in questo dal Principe Giovanni Guglielmo del Palatinato, fratello del vescovo ammalato, il quale si congratulò per la scelta del capitolo. La sua elezione godette dell'apprezzamento esplicito anche dell'Imperatore Carlo VI.
Per queste sue manie di riforma, ad ogni modo, il capitolo di Augusta gli fu opposto. Seppur malato, si ha ragione di credere che il Vescovo Alessandro abbia giocato un ruolo di "Eminenza nera" in tutto questo, il quale però morì nel 1737, lasciando il governo completamente nelle mani di Johann Franz.
Johann Franz si impegnò quindi in particolar modo per sanare le casse dello stato, avvalendosi di fedeli amministratori quali il Nunzio Apostolico Palucci a Lucerna. Operò anche per la repressione degli scritti presenti all'indice dei libri proibiti.

### Ultimi anni

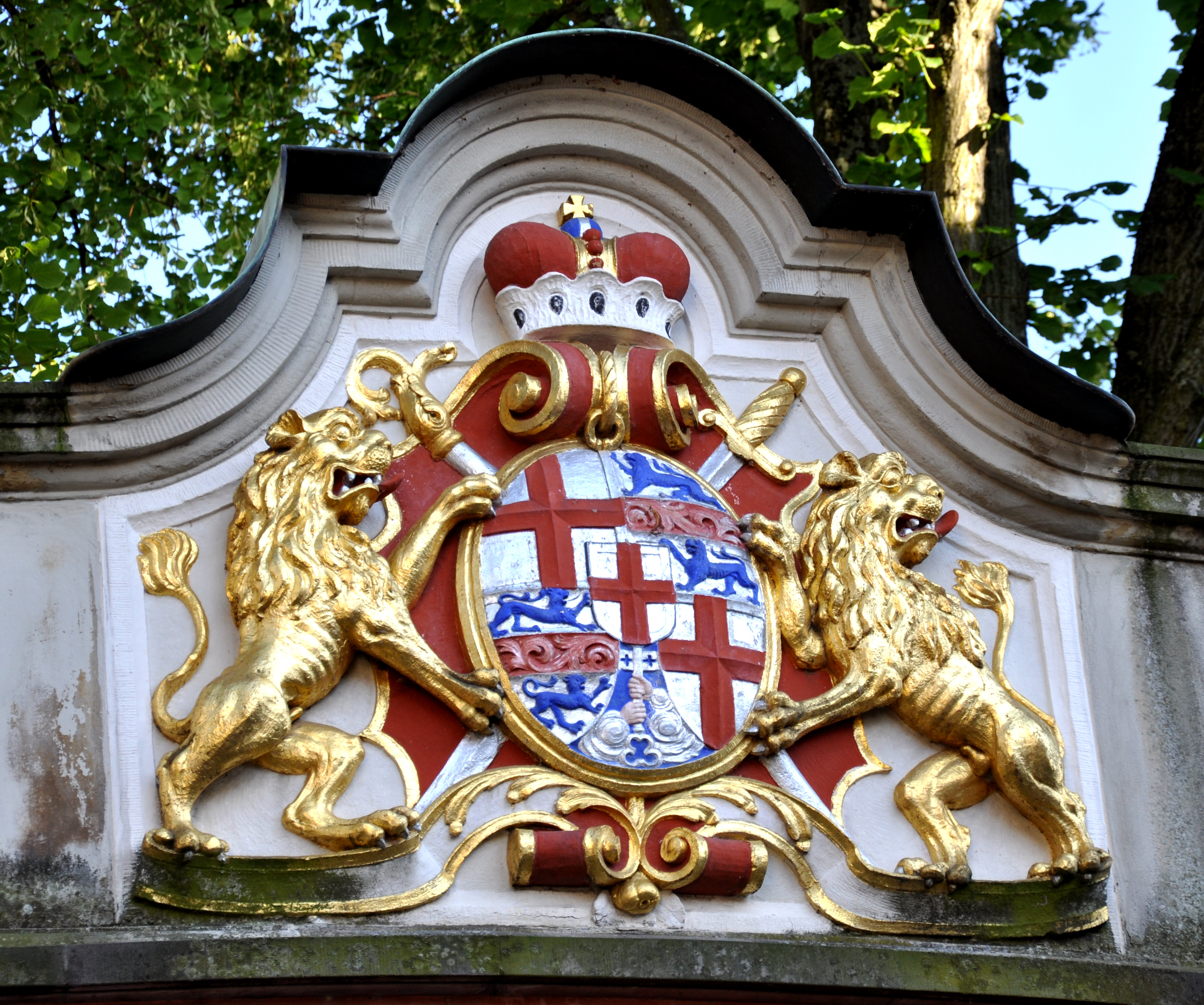
Stemma di Johann Franz Schenck von Stauffenberg sul portale del giardino del Palazzo Nuovo di Meersburg

Dopo molti anni di governo, Johann Franz dovette iniziare a ridurre la propria attività pastorale, all'età di 82 anni. Compì un viaggio da Dillingen a Meersburg e quindi a Hegne e poi a Meßkirch, dove celebrò le nozze d'oro della Contessa Maria Teresa di Sulz. Morì poco dopo la solenne celebrazione, il 12 giugno 1740.
Secondo le proprie intenzioni, venne sepolto nella cattedrale di Costanza dove la sua tomba si trova tutt'oggi, nella pavimentazione dell'entrata a Nord.

## Genealogia episcopale e successione apostolica
La genealogia episcopale è:
- Cardinale Scipione Rebiba
- Cardinale Giulio Antonio Santori
- Cardinale Girolamo Bernerio, O.P.
- Arcivescovo Galeazzo Sanvitale
- Cardinale Ludovico Ludovisi
- Cardinale Luigi Caetani
- Cardinale Ulderico Carpegna
- Cardinale Paluzzo Paluzzi Altieri degli Albertoni
- Cardinale Gaspare Carpegna
- Cardinale Fabrizio Paolucci
- Cardinale Vincenzo Bichi
- Vescovo Johann Franz Schenk von Stauffenberg

La successione apostolica è:
- Vescovo Franz Theodor von Guttenberg (1716)
- Vescovo Franz Karl Joseph von Fugger-Glött (1739)